# Henryka
Henryka − żeński odpowiednik imienia Henryk, o germańskim pochodzeniu.
Henryka imieniny obchodzi 21 lutego i 16 marca.

## Osoby noszące imię Henryka
- Henryka Bochniarz (ur. 1947) − polityk
- Henryka Krzywonos (ur. 1953) – działaczka opozycyjna w okresie PRL
- Henrietta Leavitt (1868–1921) − amerykańska astronom
- Henryka Simon (ok. 1860-1896) – polska aktorka teatralna
- Henriette de Vauban (1753?–1829) − przyjaciółka i kochanka księcia Józefa Poniatowskiego
- Maria Henryka Dembowska (1914–2008) − polska bibliotekarka i bibliografka, w latach 1966−1975 dyrektor Biblioteki Polskiej Akademii Nauk w Warszawie